# Brasil Fede Covid
Brasil Fede Covid (@brasilfedecovid) é uma página do Instagram e Twitter que denunciava aglomerações durante a pandemia de COVID-19. Atualmente, o perfil diz combater "fake news, ódio, corrupção e outras nojeiras".

## História
A página foi criada no Instagram e Twitter no fim de dezembro de 2020. Em 3 de janeiro de 2021, o autor, que preferiu manter-se anônimo, falou em entrevista ao Fantástico que criou a página após sua avó morrer de COVID-19, que contraiu de pessoas próximas que estavam frequentando festas clandestinas, e ver diversas fotos nas redes sociais de festas com aglomeração. De acordo com o criador, "[o] projeto Brasil Fede Covid surgiu para mostrar que falhamos como sociedade. Provar que os brasileiros são frios e só pensam em sua bolha social”. Em 8 dias, a conta chegou a 250 mil seguidores e o autor contratou dez pessoas para auxiliá-lo no trabalho. Em janeiro de 2022, o projeto contava com 316 mil seguidores e 20 voluntários. De acordo com o criador, ele passou a sofrer ameaças após a criação do perfil.
Em fevereiro de 2020, o Brasil Fede Covid afirmou que estava sendo censurado pelo Instagram, que teria retirado o perfil da ferramenta de busca, o que fez seu engajamento cair. O perfil também afirmou que teve publicações deletadas sem motivo aparente e que a plataforma não deletava perfis falsos ou que espalhavam fake news sobre a pandemia. O perfil anunciou estar elaborando um projeto de lei para criminalizar postagens sobre divulgação de festas clandestinas e apoiou que o Instagram prestasse explicações na CPI da COVID-19. Em 2023, após a reeleição de Luiz Inácio Lula da Silva como presidente, o perfil passou a denunciar ataques de bolsonaristas, que estavam se manifestando contra o resultado das eleições.
Em abril de 2024, o perfil lançou a empresa de comunicação BFC Agência, focada em empreendedorismo social, sustentabilidade, política e direitos humanos.

## Denúncias
O Brasil Fede Covid tinha o hábito de denunciar pessoas, empresas e eventos marcando as devidas autoridades. Entre os denunciados pelo perfil, estão Jair Bolsonaro, Gabriel o Pensador, Ambev, Érick Jacquin, Pedro Scooby, festa no Jardins com 500 pessoas e presença de Liziane Gutierrez, festa na Mansão Paradiso com 781 pessoas, suposta orgia no Izakaya Hyotan, balada clandestina com a presença de Evandro Júnior, festa com 1.500 pessoas em Santo Amaro e show de João Gomes.

O perfil ainda fazia outros tipos de denúncias, como ataques de bolsonaristas após a derrota de Jair Bolsonaro na eleição presidencial de 2022, abordagens policiais violentas, vídeos com desinformação sobre a pandemia, um professor que apoiou o massacre de Blumenau e um vídeo do pastor Lucinho beijando a filha na boca.